# Dorothy Jordan (filmactrice)
Dorothy Jordan (Clarksville (Tennessee), 9 augustus 1906 – Los Angeles (Californië), 7 december 1988) was een Amerikaans filmactrice.

## Biografie
Hoewel sommige bronnen 1908 noemen als haar geboortejaar, is 9 augustus 1906 haar officiële geboortedatum. Jordan kwam op als actrice aan het begin van de geluidsfilm. In 1929 maakte ze haar filmdebuut, als Mary Pickfords zus in The Taming of the Shrew. Ze werkte voor verscheidene studio's en speelde tot en met 1933 de vrouwelijke hoofdrol in verscheidene films. Ze werkte met verschillende bekende acteurs, onder wie Ramon Novarro, Clark Gable, Lionel Barrymore, Walter Huston en Jimmy Durante.
In 1933 verliet Jordan de filmindustrie om te trouwen met Merian C. Cooper. Het koppel kreeg drie kinderen. In de jaren 50 keerde ze terug naar de filmindustrie en acteerde in drie films. Jordan verhuisde na haar huwelijk met Cooper naar Coronado. Daar bleef ze wonen tot zijn overlijden in 1973. Jordan overleed vijftien jaar later op 82-jarige leeftijd aan een hartfalen.

## Filmografie
- Bibliothèque nationale de France: cb14685037z (data)
- Gemeinsame Normdatei: 1273392655
- International Standard Name Identifier: 0000 0000 5958 5147
- Library of Congress Control Number: n87847017
- SNAC: w63p5497
- Virtual International Authority File: 34718947
- WorldCat: E39PBJyWPXF8GvWXYpyVR4p3wC